# Мгінська операція (1943)

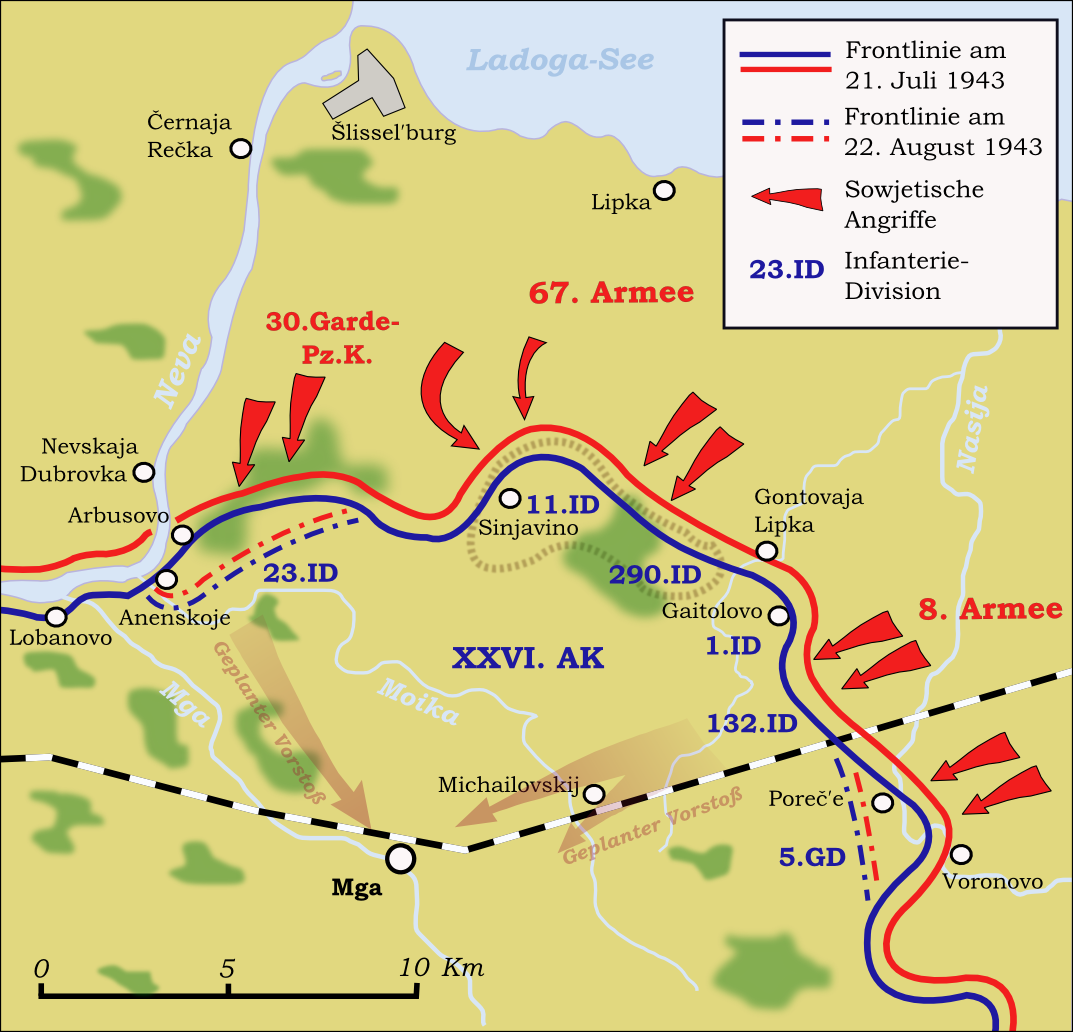
Карта бойових дій радянських військ під Мгою. Літо 1943

Мгінська операція (1943) (рос. Мгинская наступательная операция) або Третя битва біля Ладозького озера (нім. Dritte Ladoga-Schlacht) — наступальна операція радянських військ Волховського (командувач генерал армії Мерецков К. П.) і Ленінградського фронтів (генерал-полковник Говоров Л. О.) проти військ німецької 18-ї армії групи армій «Північ», що проводилася з метою розгрому угруповання противника в районі Мгі, відновлення контролю над Кіровською залізницею та забезпечення надійного залізничного сполучення між Ленінградом та рештою Радянського Союзу.

## Історія

### Склад сторін

#### СРСР
- Волховський фронт (командувач генерал армії Мерецков К. П.)
  - 8-ма армія (командувач генерал-лейтенант Стариков П. Н.)
  - 14-та повітряна армія (командувач генерал-майор авіації Журавльов І. П.)

- Ленінградський фронт (командувач генерал-полковник Говоров Л. О.)
  - 67-ма армія (командир генерал-майор Духанов М. П.)
  - 55-та армія (командир генерал-лейтенант Свиридов В. П.)[3]
  - 13-та повітряна армія (командувач генерал-лейтенант авіації Рибальченко С. Д.)

#### Німеччина
- 18-та армія[4] (командувач генерал від інфантерії Г.Ліндеман)
  - 26-й армійський корпус (командир генерал танкових військ Г. Фен)
    - 212-та піхотна дивізія (командир генерал-лейтенант Г. Рейманн)
    - 69-та піхотна дивізія (командир генерал-лейтенант Б. Ортнер)
    - 1-ша піхотна дивізія (командир генерал-лейтенант Е.-А. фон Крозіг)
    - 11-та піхотна дивізія (командир генерал артилерії З. Томашкі)
    - 23-тя піхотна дивізія (командир генерал-майор Ф. фон Шельвіц)
    - 5-та гірсько-піхотна дивізія (командир генерал-лейтенант Ю. Рінгель)
    - 290-та піхотна дивізія (командир генерал-лейтенант К.-О. Гайнрікс)
- частини 1-го повітряного флоту (командувач генерал авіації Г. Кортен)

Резерв корпусу
- -     - 121-ша піхотна дивізія (командир генерал від інфантерії Г. Пріесс)
    - 28-ма єгерська дивізія (командир генерал-лейтенант Ф. Шульц)

### Стислий розвиток подій
22 липня 1943 в 6:35 після півторагодинної артилерійської підготовки і масованого удару авіації радянські війська перейшли в наступ. З'єднання першого ешелону 8-ї армії відразу зуміли захопити першу лінію оборони противника, але подальшого розвитку наступ не отримав. Наприкінці липня радянське командування ввело у бій 379-ту і 165-ту стрілецькі дивізії, які змінили 18-ту і 256-ту дивізії, але це не змінило ситуацію на користь Червоної армії, а ті, що вступили у битву зазнали великих втрат. Німецькі частини чинили запеклий опір і постійно контратакували.
12 серпня потужний вузол оборони противника в н.п. Поріччя був зайнятий військами армії, але розвинути успіх не вдалося, незважаючи на введення в бій останнього резерву 8-ї армії — 311-ї стрілецької дивізії. Німецьке командування зуміло оперативно посилити оборону. Протягом декількох днів радянські війська намагалися розвинути наступ, але не добилися істотних результатів.
22 липня на північному напрямку фронту разом з військами 8-ї армії перейшли в наступ і частини 67-ї армії, які частково зламали оборону противника, але розвинути початковий успіх не зуміли. Німецьке командування зміцнило свою оборону резервами, перекинувши на цей напрямок 58-му, 126-ту (зі складу 16-ї армії), а наприкінці операції й 61-шу піхотні дивізії; наступ радянських військ було зупинено. Запеклі бої тривали кілька тижнів і обидві сторони зазнали великих втрат.
Наприкінці серпня бої поступово стали затухати. В результаті запеклих боїв радянські війська не зуміли виконати всі поставлені перед початком операції завдання і лінія фронту в районі мгінського виступу лише незначно відрізнялася від лінії фронту до моменту початку радянського наступу.